# マット・ホール
マット・ホール（Matt Hall、1971年9月16日 - ）は、オーストラリアのパイロット。ニューサウスウェールズ州ニューカッスル・ミアウェザー生まれ。祖父と父もパイロットだった。元オーストラリア空軍の戦闘機パイロットで、曲技飛行の国際大会にも多く出場し、2009年からはレッドブル・エアレース・ワールドシリーズにオーストラリアから初めて参加した。

## 経歴

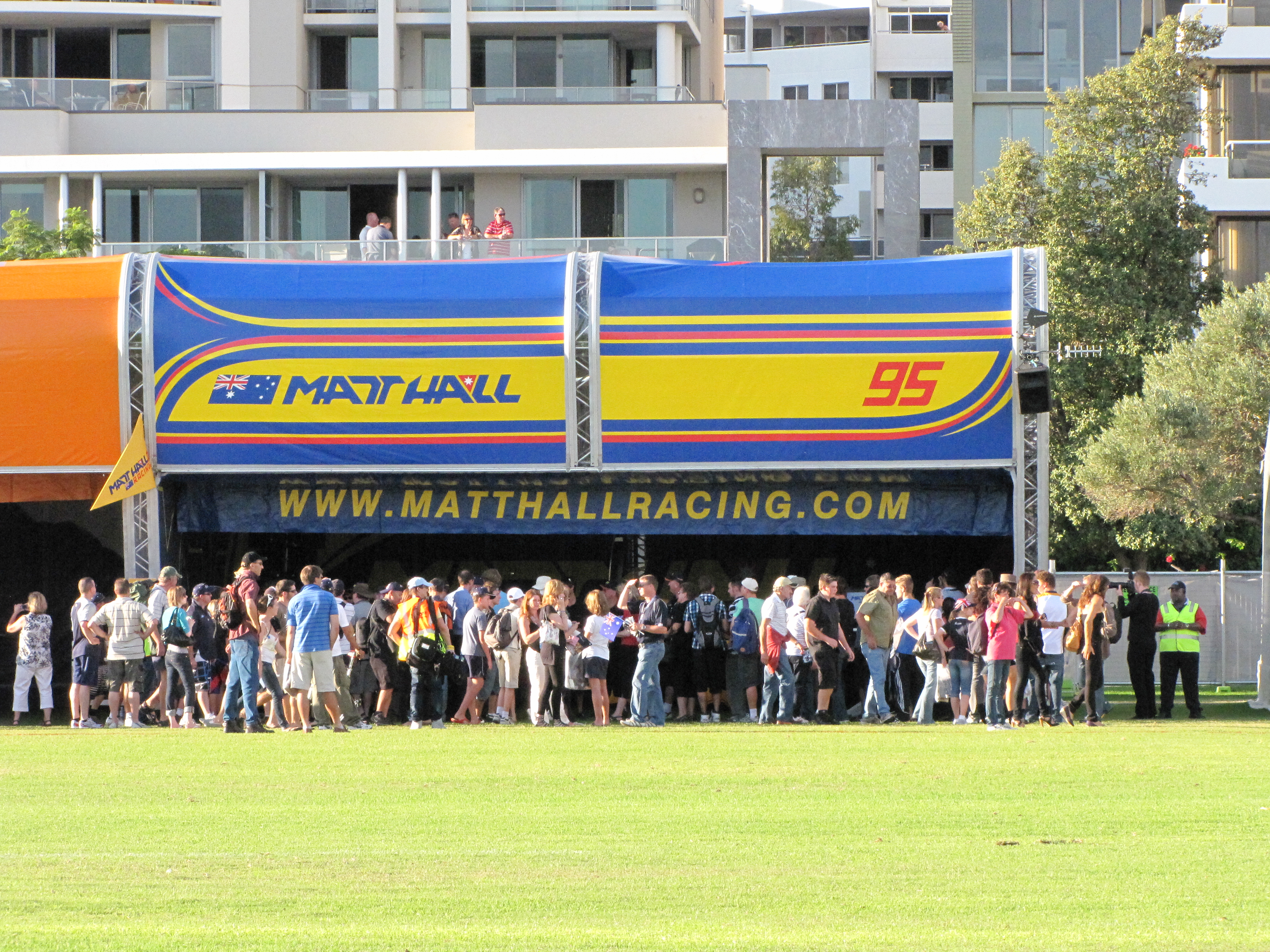
マット・ホールのチームが利用するハンガー（2010年）

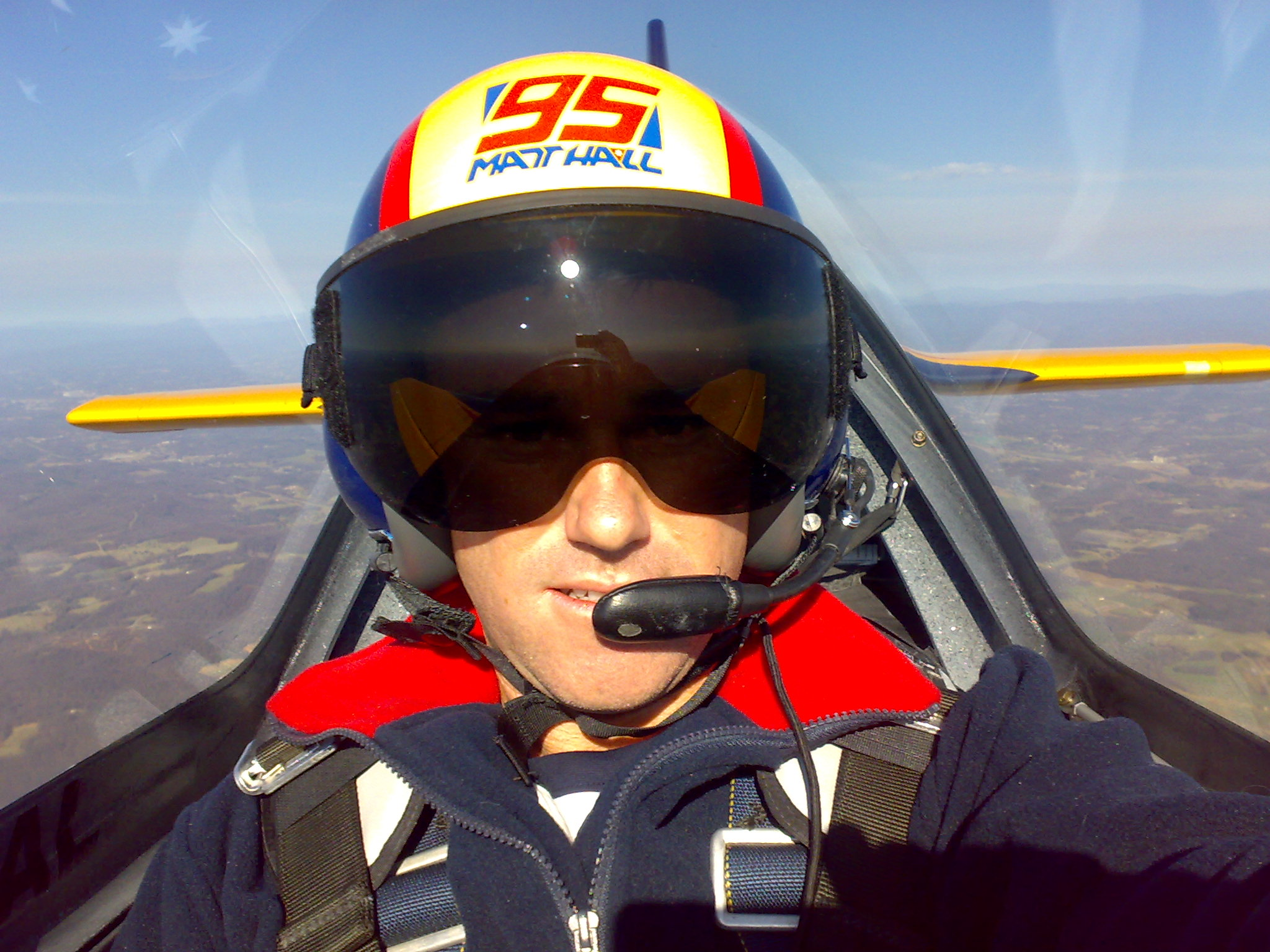
飛行中のホール

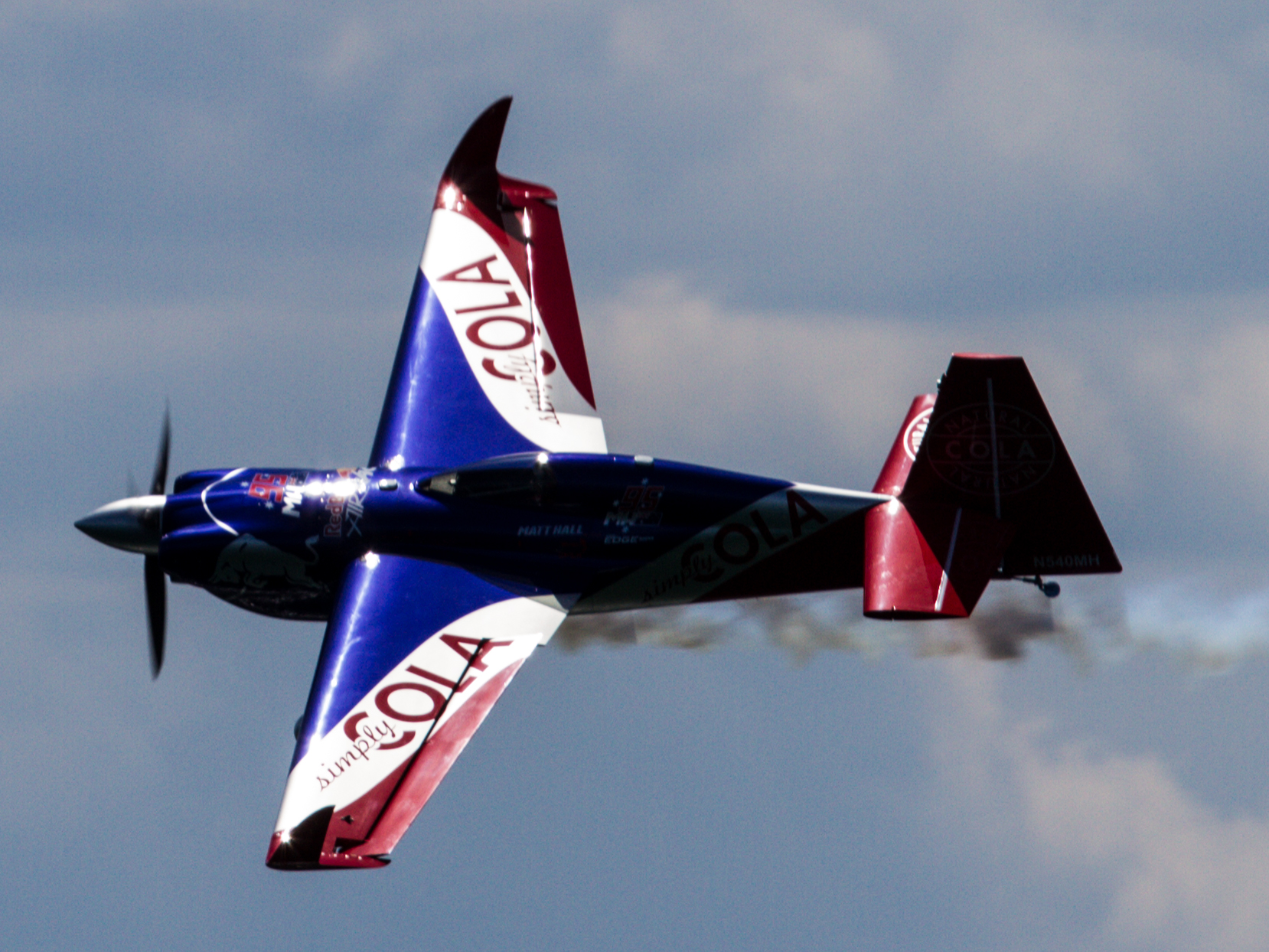
2017年レッドブル・エアレース・ワールドシリーズ 千葉 マット・ホール(オーストラリア)の機体 - N540MH

祖父は第二次世界大戦で戦った経験を持つパイロットで、同じくパイロットの父とともに幼い頃から飛行機に乗っていた。
15歳の時、グライダーで初の単独飛行を遂げ、18歳でパイロットの免許を取得。グライダー、ウルトラライトプレーン、ハンググライダーの免許を持ち、パラシュート降下も一度体験したことがある。軽飛行機で700時間以上、曲技飛行で500時間以上と、様々なタイプの機体で4000時間以上の飛行経験を持つ。曲技飛行は一度のフライト時間が20分から30分と短いため、その時間の多さが窺える。展示飛行ではGiles G-202で300時間以上飛んでおり、常に自身と機体の限界に挑んでいる。
ゼネラル・アビエーションと軽飛行機に特に情熱を持っており、マスタング P-51はホールにとって5機目の機体である（それまでに使用していたのは、ヴァンズ RV-4、アクロスポーツII、PA-28 チェロキー、ジャイルズ G-202である）。
レッドブル・エアレースでは「Matt Hall Racing」として活動していた。
参戦しているレッドブル・エアレース・ワールドシリーズには2009年から2016年までMXS-Rを使用していた。他にMXS-Rを使用しているのはホールとナイジェル・ラムのみで、ジブコ エッジ540が主流である。2017年シーズンはエッジ540V3に変更した。
チームカラーは2015年シーズンまでオリジナルカラーだった。2016年シーズンからはレッドブルの『シンプリーコーラ』がメインスポンサーとなり、機体カラーはシンプリーコーラの缶と同じ赤銀青の三色となった。2018年シーズンからは「オーガニクス・バイ・レッドブル」カラーとなった。
2019年のレッドブルエアレース最終シーズンでワールドチャンピオンに輝いた。
2019年のレッドブル・エアレース終了後、2022年開幕のワールドチャンピオンシップエアレース（WACR:World Championship Air Race）にもレースパイロットとして参加

## 軍人としてのキャリア
オーストラリア空軍の戦闘機パイロットとして、F/A-18 ホーネットの飛行時間は1500時間を超える。
空軍在籍中には、数々の賞を受賞しており、戦闘機のパイロット・インストラクターのドゥクス、1997年にはその年の最優秀戦闘機パイロットに選ばれ、2006年にはインストラクターとして優秀なパフォーマンスを表彰された。
アメリカ空軍との交換プログラムでアメリカで過ごした3年の間に、F-15E ストライクイーグルなどの戦闘機に500時間以上乗った。成果を認められ、アメリカとオーストラリアの双方で勲章を受章した。
オーストラリア空軍を除隊し、フルタイムのレースパイロットになった。

## 曲技飛行のキャリア

### 曲技飛行大会
| 開催期間             | 競技名                             | 開催場所                                           | クラス         | 順位 | 使用機  | 機体記号 | 備考  |
| -------------------- | ---------------------------------- | -------------------------------------------------- | -------------- | ---- | ------- | -------- | ----- |
| 2006年               | オーストラリア選手権               | オーストラリア パークス (ニューサウスウェールズ州) | Advanced       | 1位  | G-202   |          | [ 5 ] |
| 2007年 9月28日       | アメリカ選手権                     | アメリカ合衆国 デニソン (テキサス州)               | Unlimited      | H/C  | MX2     | N265DH   | [ 6 ] |
| 2007年 9月28日       | アメリカ選手権                     | アメリカ合衆国 デニソン (テキサス州)               | フリースタイル | H/C  | MX2     | N265DH   | [ 7 ] |
| 2007年               | オーストラリア選手権               | オーストラリア パークス (ニューサウスウェールズ州) | Unlimited      | 2位  | G-202   |          | [ 8 ] |
| 2008年 7月5日 - 13日 | 第16回 FAI曲技飛行ヨーロッパ選手権 | チェコ フラデツ・クラーロヴェー                    | Unlimited      | H/C  | EA-300S | N8JX     | [ 9 ] |

## レッドブル・エアレース戦績
| 金色 | 銀色 | 銅色 | ポイント圏内完走                                                | ポイント圏外完走                                                   |
| 1位  | 2位  | 3位  | 4-8位（ - 2015年） 4-9位（2016年 - 2018年） 4-13位（2019年 - ） | 9位以下（ - 2015年） 10位以下（2016年 - 2018年） 14位（2019年 - ） |

| マット・ホール レッドブル・エアレース・ワールドシリーズ戦績 | マット・ホール レッドブル・エアレース・ワールドシリーズ戦績 | マット・ホール レッドブル・エアレース・ワールドシリーズ戦績 | マット・ホール レッドブル・エアレース・ワールドシリーズ戦績 | マット・ホール レッドブル・エアレース・ワールドシリーズ戦績 | マット・ホール レッドブル・エアレース・ワールドシリーズ戦績 | マット・ホール レッドブル・エアレース・ワールドシリーズ戦績 | マット・ホール レッドブル・エアレース・ワールドシリーズ戦績 | マット・ホール レッドブル・エアレース・ワールドシリーズ戦績 | マット・ホール レッドブル・エアレース・ワールドシリーズ戦績 | マット・ホール レッドブル・エアレース・ワールドシリーズ戦績 | マット・ホール レッドブル・エアレース・ワールドシリーズ戦績 |
| 開催年                                                      | 1                                                           | 2                                                           | 3                                                           | 4                                                           | 5                                                           | 6                                                           | 7                                                           | 8                                                           | ポイント                                                    | 勝利数                                                      | 最終順位                                                    |
| ----------------------------------------------------------- | ----------------------------------------------------------- | ----------------------------------------------------------- | ----------------------------------------------------------- | ----------------------------------------------------------- | ----------------------------------------------------------- | ----------------------------------------------------------- | ----------------------------------------------------------- | ----------------------------------------------------------- | ----------------------------------------------------------- | ----------------------------------------------------------- | ----------------------------------------------------------- |
| 2009年                                                      | 5位7                                                        | 5位7                                                        | 7位5                                                        | 7位5                                                        | 3位9                                                        | 9位3                                                        |                                                             |                                                             | 36                                                          | 0                                                           | 3位                                                         |
| 2010年                                                      | 8位4                                                        | 2位10                                                       | 4位8                                                        | 失格                                                        | 失格                                                        | 3位9                                                        |                                                             |                                                             | 31                                                          | 0                                                           | 7位                                                         |
| 2011年から2013年はレース休止                                |                                                             |                                                             |                                                             |                                                             |                                                             |                                                             |                                                             |                                                             |                                                             |                                                             |                                                             |
| 2014年                                                      | 4位5                                                        | 7位2                                                        | 3位7                                                        | 3位7                                                        | 5位4                                                        | 6位3                                                        | 4位5                                                        | 10位0                                                       | 33                                                          | 0                                                           | 6位                                                         |
| 2015年                                                      | 2位9                                                        | 2位9                                                        | 3位7                                                        | 5位5                                                        | 2位9                                                        | 1位12                                                       | 2位9                                                        | 1位12                                                       | 71                                                          | 2                                                           | 2位                                                         |
| 2016年                                                      | 8位2                                                        | 5位6                                                        | 7位4                                                        | 3位6.75                                                     | 1位15                                                       | 1位15                                                       | 4位7                                                        | 中止                                                        | 55.75                                                       | 2                                                           | 2位                                                         |
| 2017年                                                      | 10位1                                                       | 9位2                                                        | 6位5                                                        | 8位3                                                        | 6位5                                                        | 3位9                                                        | 2位12                                                       | 8位3                                                        | 40                                                          | 0                                                           | 6位                                                         |
| 2018年                                                      | 5位6                                                        | 1位15                                                       | 1位15                                                       | 3位9                                                        | 7位4                                                        | 3位9                                                        | 6位5                                                        | 2位12                                                       | 75                                                          | 2                                                           | 2位                                                         |
| 2019年                                                      | 5位14                                                       | 2位12                                                       | 1位3                                                        | 3位14                                                       |                                                             |                                                             |                                                             |                                                             | 81                                                          | 1                                                           | 1位                                                         |

## 著書
- 『The Sky Is Not The Limit』2013年